# Fylkesväg 29
Fylkesväg 29 (norska: Fylkesvei 29) är en primär fylkesväg i Innlandet fylke i östra Norge som går mellan riksväg 3 vid byn Steimoen, nära Alvdal i Alvdals kommun och Europaväg 6 vid byn Hjerkinn i Dovre kommun. Den passerar genom kommunerna Alvdal, Folldal och Dovre.
Vägen är 68,4 kilometer lång och asfalterad. Den passerar bland annat genom tätorten Folldal.

## Anslutningar
Fylkesväg 29 ansluter till:
- Riksväg 3 (vid Steimoen)
- Fylkesväg 27 (vid Folldal)
- Europaväg 6 (vid Hjerkinn)